# Albert Plécy
Albert Plécy est un journaliste, photographe, cinéaste et peintre français, spécialiste du langage de l’image, né le 26 août 1914 à Wormhout et mort le 1er mai 1977 aux Baux-de-Provence. 
Il est, avec Jacques Henri Lartigue et Raymond Grosset, le cofondateur de l’association Gens d'images.

## Biographie

### Enfance, jeunesse
Albert Plécy naît le 26 août 1914 à Wormhout dans le Nord. Très tôt, le journalisme le passionne. Il pratique le scoutisme et publie un journal pour son groupe scout puis, pendant ses études, publie un journal étudiant.

### Seconde Guerre mondiale
Au cours de la Seconde Guerre mondiale, il est sous-lieutenant, détaché en 1943 auprès du corps expéditionnaire français, et devient à la demande du général Alphonse Juin, le chef du Service Cinéma aux Armées (SCA) sur le théâtre des opérations extérieures en Tunisie, en Corse et lors de la campagne d’Italie (1943-1944) .
Il opère comme photographe, en binôme avec le cadreur Raymond Méjat, et dirige le journal des combattants de l'armée d'Afrique La Patrie.
Les appareils photos, caméras et pellicules ainsi que les véhicules leur sont fournis par l’United States Army Signal Corps.
Plécy est blessé en 1944 alors qu’il fait des photos pendant le débarquement de Provence.
Ses photographies de guerre sont publiées en 1946 par Raymond Schall, frère du photographe Roger Schall, dans un album photo collectif : Victoires des français en Italie. 8 mois de campagne vu par les correspondants de guerre rédigé par Jean-Louis Babelay, et Jacques Belin (Service cinéma de l'armée). 

### Point de vue - Images du monde
Après la Libération, Albert Plécy devient en 1946 rédacteur en chef de Point de vue – Images du monde. 
Il développe le magazine autour de la photographie, grâce à l’apport des photographes de l’agence Rapho, dirigée par Raymond Grosset, dont il publie les reportages et qui deviendront célèbres. 
Dans Point de vue-Images du monde, il présente de 1953 à 1977, secondé par Jean-Claude Gautrand, Le Salon permanent de la photo, une rubrique hebdomadaire publiée sur les deux pages centrales du journal, où il montre les images de nombreux photographes humanistes comme Robert Doisneau, Izis, Willy Ronis, Henri Cartier-Bresson, Jean Dieuzaide, Sabine Weiss, Frank Horvat, Gisèle Freund, Ernst Hass, Werner Bischof, Paul Almásy, Denis Brihat, etc.
C’est en fouillant dans l’album familial de Jacques-Henri Lartigue qu’il découvre les talents du photographe qui sans lui « serait peut-être resté longtemps encore un discret “peintre de fleurs” ».
En 1955, il choisit les images du troisième livre de Robert Doisneau Instantanés de Paris, que Blaise Cendrars préface. Il rédige la première biographie du photographe et conçoit la mise en pages du livre avec Pierre Faucheux.
Michel Tournier le décrit comme « l’un des plus grands brasseur d’images de notre époque ».
Il devient rédacteur en chef du Parisien libéré en 1958 mais continue de s’occuper du Salon Permanent de la Photo et publie en 1962 publie la première version de sa Grammaire de l’image.

### Mort
Albert Plécy est trouvé mort d'un coup de fusil de chasse le 1er mai 1977, dans les carrières du Val d'Enfer, en contrebas du village des Baux-de-Provence,.

## Réalisations

### Gens d’Images
Avec Jacques Henri Lartigue et Raymond Grosset, il fonde l’association Gens d'images qui rassemble des personnalités faisant « œuvre créatrice dans le domaine de l’image » le 15 octobre 1954, puis créé les prix Niépce et Nadar en 1955. 

### Journées internationales de photojournalisme (1959-1974)
En 1959, avec Raymond Grosset et en liaison avec l’association Peuple et Culture, Plécy lance Les Journées internationales de photojournalisme à Boulouris puis à Porquerolles (1962-1974). 
Parmi les participants figurent Jean Adhémar, Louis Dalmas, Jean Dieuzaide, Pierre Gassmann, Raymond Grosset, Jacques-Henri Lartigue, Janine Niépce, Jean-Louis Swiners, Albert Monier, Gérard Blanchard, Abraham Moles, Jacques Bertin…

### Chambre noire (1961-1969)
Avec l’écrivain Michel Tournier, il produit et anime Chambre noire, la première série documentaire de la télévision française consacrée à la photographie. Entre mai 1961 et novembre 1969, une cinquantaine d’épisodes sont diffusés chaque semaine sur la deuxième chaine de l’ORTF.

### Esthétiques nouvelles
En 1963, avec Alexandre de Marenches qu’il a connu au cours de la campagne d’Italie en 1943, il fonde Esthétiques nouvelles, un cabinet conseil en images destiné à la recherche et à l’innovation dans le domaine de la communication visuelle. Il crée les collections Maraboutscope et Photoscope dont il assure la direction artistique et la sélection des images pour les éditions Marabout. 

### Cathédrale d’Images
Albert Plécy est le fondateur en 1975 aux Baux-de-Provence, de Cathédrale d'Images, un spectacle audiovisuel où l’on projette des images géantes sur les parois lisses de calcaire blanc des carrières du Val d'Enfer qui plongent le spectateur dans un univers visuel et musical.
Il est le précurseur des projections géantes en immersion qui contribuent aux soirées des Rencontres de la photographie d'Arles, où il ne s’est jamais rendu, et du festival de photojournalisme Visa pour l’Image. 

## Publications

### Comme auteur
- Les Aventures de Negro et Rouget, illustrations de Charles Brouty, Alger, Éditions Carbonel, 1941.
- La grammaire élémentaire de l'image : comment lire les images, comment les faire parler, Paris, École Estienne, 1962, Éditions Marabout, 1969.
- Les chiens du bon monsieur Corteville, La Table Ronde, Paris, 1973.  (ISBN 978-2710311522) [17]
- La photo, art et langage : La grammaire élémentaire de l'image, Paris, Marabout, 1975 (1re éd. 1971) (édition remaniée de La grammaire élémentaire de l’image).
- Hommes d’images, Actes Sud, 1997.  (ISBN 978-2742712120)

#### Ouvrage collectif
- Jean-Louis Babelay, Victoires des français en Italie. 8 mois de campagne vu par les correspondants de guerre, Documentation photographique réunie par Jacques Belin (Service cinéma de l'armée). Photographies de J. Belin, R. Méjat, R. Moisy, A. Plecy, Tourtois, Verdu. Aux éditions Raymond Schall, Paris, 1946.

### Comme directeur artistique et éditeur
- Instantanés de Paris, Robert Doisneau préface de Blaise Cendrars, Arthaud, 1955
- 1, 2, 3, 4, 5. Compter en s'amusant, Robert Doisneau. Lausanne, La Guilde du Livre et Éditions Clairefontaine, 1955.
- Nus antillais, photos de R. M. Clermont, Éditions Prisma 1961.
- Harmonies universelles, Conception esthétiques nouvelles, avec Gilbert Paintendre, textes de Norbert Casteret - Gaston Rebuffat - Paul-Émile Victor, etc. Imprimerie Braun, 1962.
- Plaza de torro. Tous les secrets de la corrida. Texte et préface de R. Delorme. Photographies de Lucien Clergue, Paco Cano, Henri Cartier-Bresson. Yann Dieuzaide. Mise en page de Albert Plecy et Serge Chevalier. Éditions Marabout. Maraboutscope, 1964.
- Le grand barrage sur le Nil, Pierre Ichac, Éditions Marabout. Maraboutscope, 1964.
- Espion chez les bêtes : la faune d'Europe au téléobjectif, Pierre Ichac, Éditions Marabout. Maraboutscope, 1964.
- La Camargue : mariage de la mer, de la terre et du ciel, Pierre Ichac, Éditions Marabout. Maraboutscope, 1964.
- Trésors de l'art roman, Guy Knoche et Yann Dieuzaide, Éditions Marabout. Maraboutscope, sd.
- Versailles, l’histoire du plus beau palais du monde, Antoine Hours, Éditions Marabout. Maraboutscope, sd.
- Èves de Paris, photos de Paul Almásy, Éditions Marabout. Maraboutscope, sd.
- La France à livre ouvert par les plus grands écrivains et photographes, Maraboutscope, sd.

## Prix
- 1969 : Prix Thorlet de l’Institut de France (Académie des sciences morales et politiques) pour son ouvrage Grammaire élémentaire de l’image.